# Giro di Romagna 2002
Il Giro di Romagna 2002, settantasettesima edizione della corsa, si svolse l'8 settembre 2002 su un percorso di 192 km. La vittoria fu appannaggio dell'italiano Gianluca Bortolami, che completò il percorso in 4h36'15", precedendo i connazionali Fabiano Fontanelli e Mauro Radaelli.
Sul traguardo di Lugo 61 ciclisti, su 139 partiti da Bagnacavallo, portarono a termine la competizione.

## Ordine d'arrivo (Top 10)
| Pos. | Corridore          | Squadra                   | Tempo    |
| ---- | ------------------ | ------------------------- | -------- |
| 1    | Gianluca Bortolami | Tacconi Sport-Emmegi      | 4h36'15" |
| 2    | Fabiano Fontanelli | Mercatone Uno             | s.t.     |
| 3    | Mauro Radaelli     | Tacconi Sport-Emmegi      | s.t.     |
| 4    | Daniele Nardello   | Mapei-Quick Step          | s.t.     |
| 5    | Félix Cárdenas     | Cage Maglierie-Olmo       | s.t.     |
| 6    | Marco Serpellini   | Lampre-Daikin             | s.t.     |
| 7    | Massimo Giunti     | Acqua & Sapone-Cantina T. | s.t.     |
| 8    | Cristian Gasperoni | Acqua & Sapone-Cantina T. | s.t.     |
| 9    | Luca Scinto        | Mapei-Quick Step          | s.t.     |
| 10   | Matteo Tosatto     | Fassa Bortolo             | s.t.     |